# Hôpital de la Salpêtrière

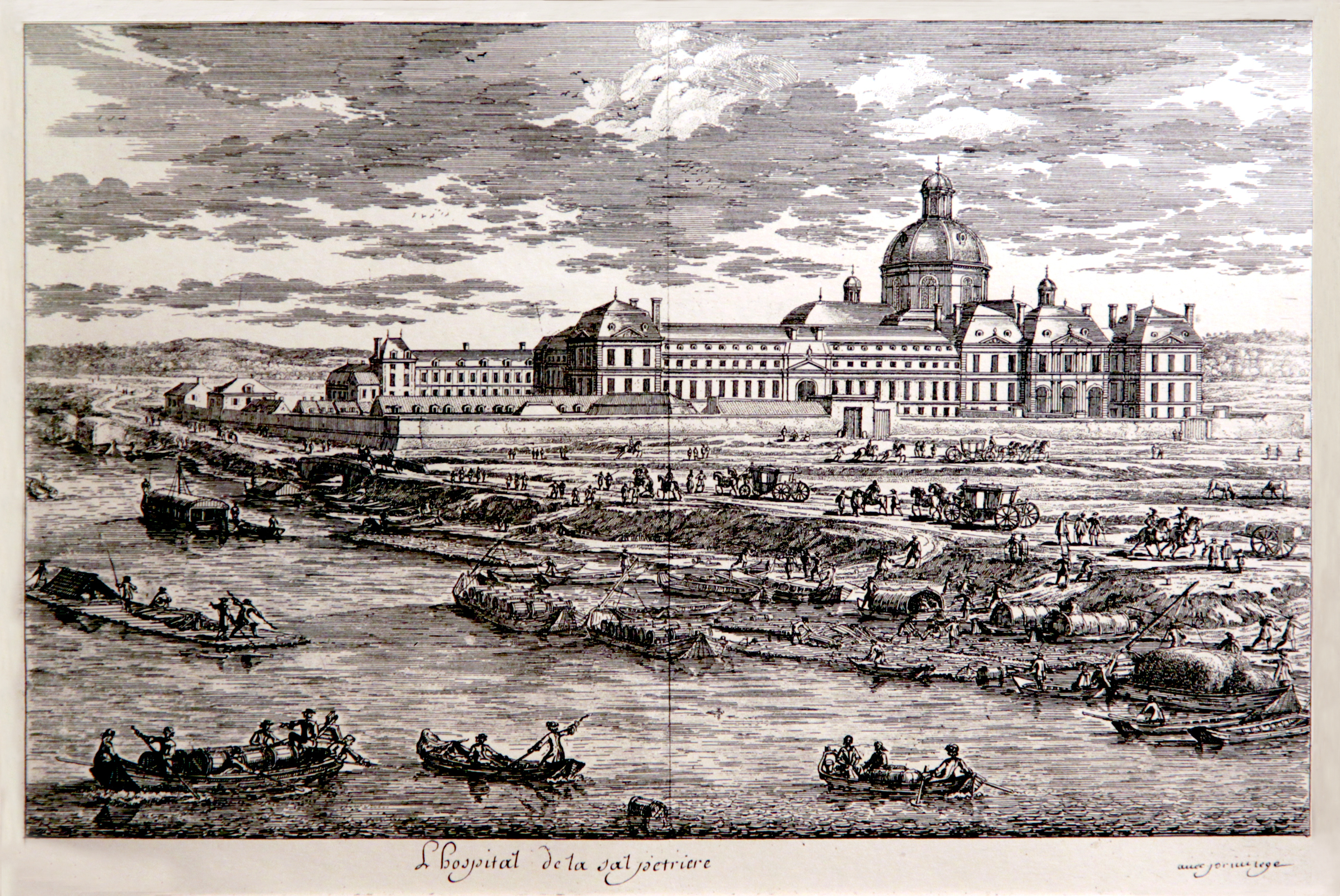
Stich von L’Hopital de la Salpêtrière um 1660 von Adam Pérelle gestochen.

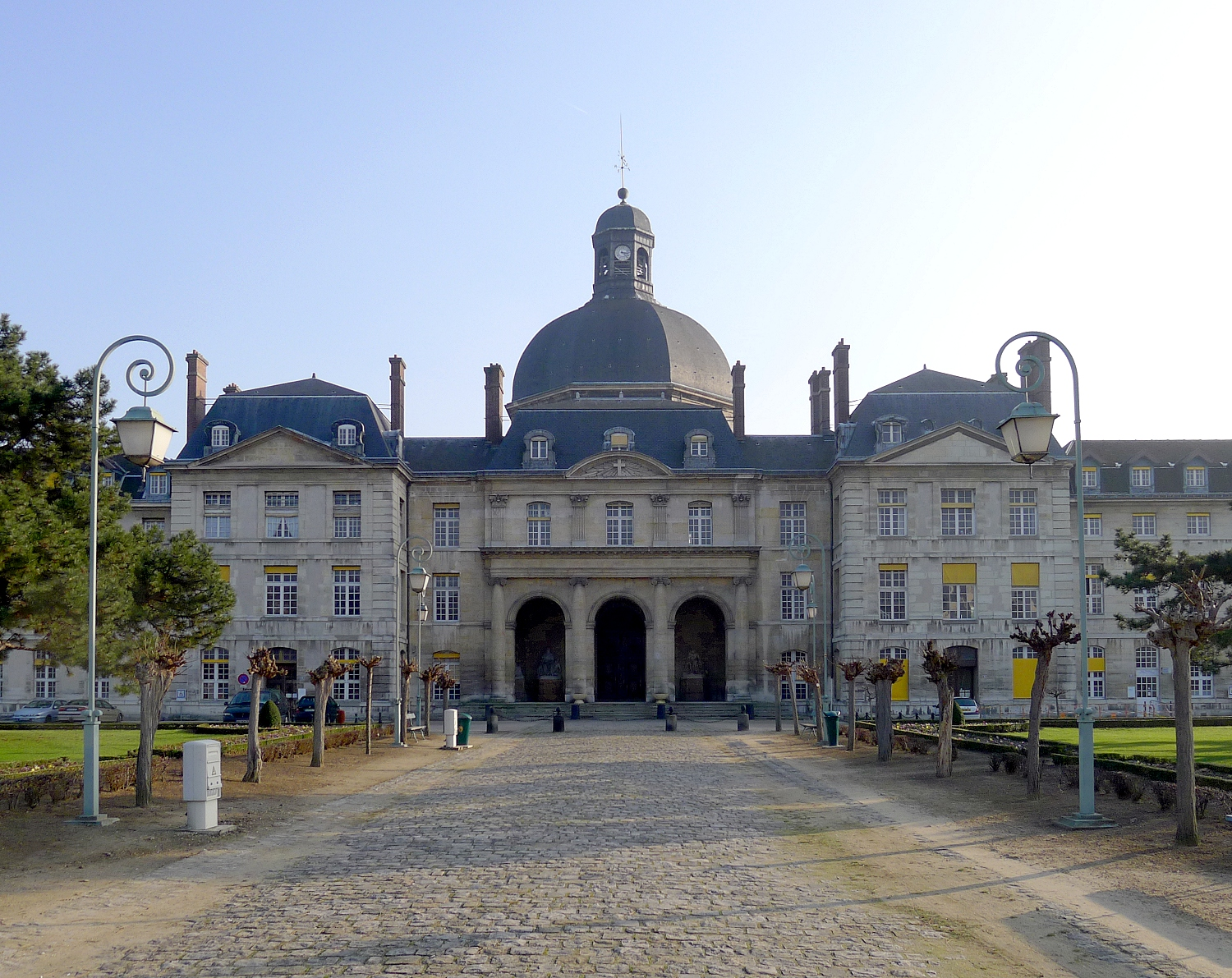
Hôpital de la Salpêtrière

Das Hôpital de la Salpêtrière in Paris war im 19. Jahrhundert die wohl bekannteste psychiatrische Anstalt Europas. Unter der Bezeichnung Hôpital Universitaire Pitié Salpêtrière ist es heute noch ein Krankenhaus.

## Geschichte

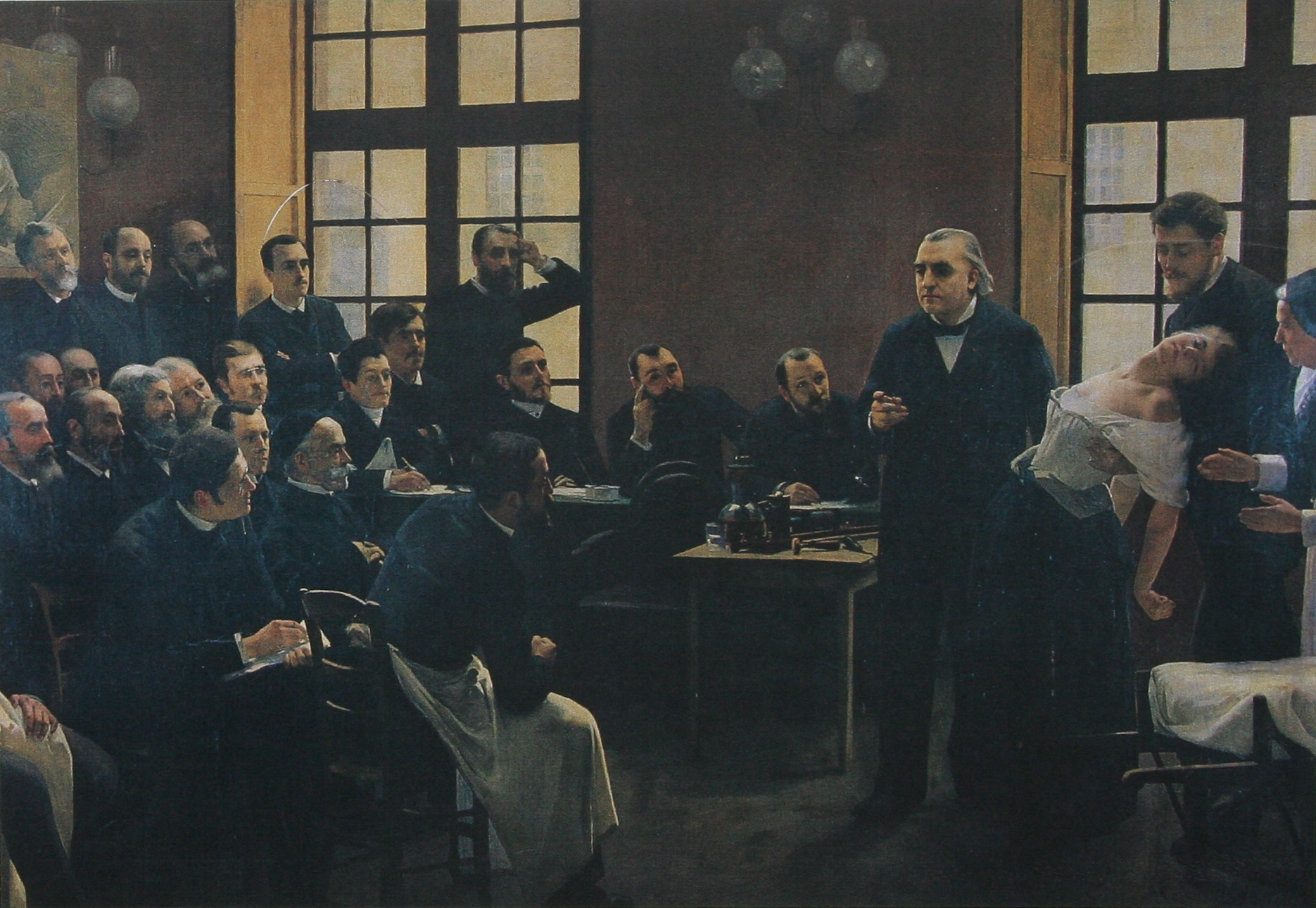
Charcot demonstriert die Hysterie-Patientin Blanche Wittman im Hörsaal der Salpêtrière. Gemälde von André Brouillet 1887.

Das Hôpital de la Salpêtrière wurde auf Veranlassung Ludwig XIV. (1638–1715) zusammen mit dem Hôtel des Invalides als Krankenhaus gebaut. Verantwortlich für das Bauprojekt war Louis Le Vau, Libéral Bruant († 1697) wurde mit dem Entwurf der Kapelle betraut. Der Name stammt von einer früheren, unter Ludwig XIII. gegründeten Fabrik auf dem Gelände, in der Munitionspulver, das Salpeter enthielt, hergestellt wurde. Die Salpêtrière war ein gigantischer Moloch mitten in Paris mit bis zu 8.000 Patienten. Im Jahre 1656 als Hospital besonders für Frauen und Geisteskranke eingerichtet, bildete sie das zentrale Element des Hôpital général (Zusammenschluss staatlicher Hospitäler) und galt auch als das „größte Asyl Europas“. Das Hôpital général sollte alle Armen und Bettler aufnehmen und sie somit der Stadt fernhalten. Die Wegsperrung der meisten von ihnen fand aufgrund von richterlichen Anordnungen statt.
Unter den Patienten herrschte eine strenge Hierarchie. Ganz unten, in „Les Loges des Folles“, vegetierten Alte, Bettler, Geschlechtskranke, Prostituierte, gescheiterte Selbstmörder, Epileptiker, Demente und chronisch Kranke im Dunkeln vor sich hin, ganz oben „paradierten die Stars“.
1795 übernahm der Psychiatrie-Reformer Philippe Pinel die Leitung der Klinik „und nahm dort den Kranken die Ketten ab“, was jedoch nicht wörtlich zu nehmen ist. Sein Schüler Jean Étienne Esquirol unterstützte ihn dort von 1810 bis 1826.
Für die öffentlich zur Schau gestellten Patientinnen – die mitunter auch perfekte Schauspielerinnen in ihrer Rolle als Hysterikerinnen waren – und ihre behandelnden Ärzte war eigens ein Amphitheater auf dem Gelände der Salpêtrière gebaut worden.
Die Salpêtrière war am Ende des 19. Jahrhunderts das Zentrum der Forschungen zur Hysterie. Auch der Neurologe Jean-Martin Charcot (1825–1893) lehrte dort. 1885 traf er hier auf Sigmund Freud und unterrichtete ihn über Hypnose und Hysterie.
1911 zog auch das 1612 als Armenhaus gegründete (später Waisenhaus und ab 1809 Teil des Hôtel-Dieu de Paris) und 1896 am alten Platz – dort, wo heute die große Moschee von Paris ist – aufgelöste Hôpital de la Pitié neben die Salpêtrière. 1964 wurde das Hôpital de la Salpêtrière mit dem Hôpital Pitié zum „Hôpital de la Pitié-Salpêtrière“ zusammengeführt. Dies gehört heute zur Universität Pierre und Marie Curie (UPMC), einem Teil der Sorbonne.
Das Gelände des Krankenhauses beherbergt das Institut du cerveau et de la moelle épinière.

### Bekannte Ärzte
- Théophile Alajouanine (1890–1980), Koryphäe der französischen Psychiatrie
- Joseph Babinski (1857–1932), Neurologe
- Paul Brouardel (1837–1906), Rechtsmediziner und Pathologe
- Jean-Martin Charcot (1825–1893), Pathologe und Neurologe
- Klaus Conrad (1905–1961), deutscher Neurologe und Psychiater
- Jules Cotard (1840–1889), Mediziner
- Jean-Étienne Esquirol (1772–1840), Psychiater
- Sigmund Freud (1856–1939), österreichischer Arzt, Neurophysiologe, Tiefenpsychologe, Kulturtheoretiker und Religionskritiker
- Carl Gustav Jung (1875–1961), Schweizer Psychiater und der Begründer der analytischen Psychologie
- Pierre Janet (1859–1947), Philosoph, Psychiater und Psychotherapeut
- Ernest-Charles Lasègue (1816–1883), Internist, Neurologe, Epidemiologe und Medizinhistoriker
- Jacques Jean Lhermitte (1877–1959), Neurologe und Neuropsychiater
- Pierre Marie (1853–1940), Neurologe und Professor
- Philippe Pinel (1745–1826), Psychiater
- Georges Gilles de la Tourette (1857–1904), Neurologe und Rechtsmediziner
- Antonin Gosset (1872–1944), Chirurg, Direktor der Chirurgie ab 1919

### Bekannte Patienten
- Jeanne de Saint-Rémy (1756–1791), selbsternannte „Gräfin de la Motte“ und eine der Hauptdarstellerinnen in der Halsbandaffäre
- Alphonse Daudet (1840–1897), Schriftsteller, als Patient von Jean-Martin Charcot
- Blanche Wittman (1859–1913), an ihr demonstrierte Charcot öffentlich die Ausformung der Hysterie[7]

Patienten, die in diesem Krankenhaus starben, sind u. a.
- Julie Marguerite Charpentier (1770–1845), Bildhauerin und Tierpräparatorin
- Josephine Baker (1906–1975), Tänzerin, Sängerin und Schauspielerin
- Prinzessin Diana (1961–1997), von 1981 bis 1996 Kronprinzessin des Vereinigten Königreiches; sie wurde nach ihrem Autounfall hier eingeliefert
- Michel Foucault (1926–1984), Philosoph des Poststrukturalismus, Historiker, Soziologe und Psychologe; seine Trauerfeier fand ebenfalls dort statt[8]

## Als Schauplatz in der Literatur
- Die Hauptfigur von Rainer Maria Rilkes einzigem Roman Die Aufzeichnungen des Malte Laurids Brigge (1910) besucht das Krankenhaus in der neunzehnten Aufzeichnung und beschreibt ausführlich eine Reihe von Kranken und Ärzten
- Das Krankenhaus ist ein Aufenthaltsort des Protagonisten in W. G. Sebalds Roman Austerlitz (2001) nach seinem Nervenzusammenbruch als Folge eines frühkindlichen Traumas
- Literarisch verankert ist die Klinik im Roman Das Buch von Blanche und Marie von Per Olov Enquist (2004, Stockholm). Heldin des Romans ist Blanche Wittman, die „Königin der Hysterikerinnen“. Sie wird im Roman nach dem Tod von Charcot die fiktive Assistentin der zweifachen Nobelpreisträgerin Marie Curie. Der Charakter der Fiktionalität von Blanche Wittman wird von Enquist ausdrücklich betont und sollte nicht Anlass zu Annahmen geben, darin eine reale Verbindung zwischen der realen Chemikerin und der Romanfigur zu vermuten
- Im Roman Johann Holtrop (2012) von Rainald Goetz wird die gleichnamige Hauptfigur in der Salpêtrière psychiatrisch behandelt
- Das Hospital im Jahr 1884 ist Hauptschauplatz der Geschehnisse in Vera Bucks Debütroman Runa (2015)
- Lothar Müller: Adrien Proust und sein Sohn Marcel : Beobachter einer erkrankten Welt, Wagenbach Verlag 2021, ISBN 978-3-8031-3703-6
- In Michel Houellebecqs Roman Vernichten (2022) wird der an Mundkrebs erkrankte Protagonist Paul im Krankenhaus behandelt und liest dort das Buch Der Fetzen (2018) von Philippe Lançon, der nach dem terroristischen Anschlag auf Charlie Hebdo 2015 dort behandelt wurde
- In dem französischen Roman Le bal des folles von Victoria Mas (2919), und der gleichnamigen Verfilmung von Mélanie Laurent (2021, deutscher Titel Die Tanzenden) ist das Hospital Hauptschauplatz und legt sein Augenmerk auf die Patientinnen in starken Frauenrollen.
- Im deutschsprachigen Roman Nachtblaue Blumen (2024) des Schweizer Schriftstellers Alexander Kamber wird um 1890 eine Tänzerin mit der Modediagnose Hysterie gegen ihren Willen im Hospital eingeliefert und zum Objekt eines medizinischen Experiments gemacht.[9]

## In Film, Musik und Videospiel
- Die Salpêtrière diente als Ort der Dreharbeiten für den Film Mittwoch zwischen 5 und 7 (Cléo de 5 à 7)
- 2007 veröffentlichte Amy May alias Paris Motel das Album In The Salpêtrière, das den Namen der Nervenheilanstalt als Metapher nutzt
- In dem im November 2014 erschienenen Videospiel Assassin’s Creed Unity stellt das Hôpital de la Salpêtrière einen der zahlreichen Schauplätze dar